# Bercak (Wonosegoro)
Bercak is een bestuurslaag in het regentschap Boyolali van de provincie Midden-Java, Indonesië. Bercak telt 1503 inwoners (volkstelling 2010).